# Стефан Мазроціс
Сте́фан Мазро́ціс (англ. Stefan Mazrocis) нар. 18 квітня 1967) - голландський професіональний гравець в  снукер. Вважається одним з найкращих снукеристів в континентальній Європі. Народився в латисько-англійській родині, але має голландське громадянство. Стефан Мазроціс відомий також тим, що він за один день на тренувальних матчах зміг тричі зробити максимальний брейк.

## Кар'єра
Рання снукерна кар'єра Мазроціса проходила в Англії, там же він брав участь у аматорський змаганнях. У 1991 році Мазроціс розпочав професіональну  кар'єру. У 1996 році він досяг свого найкращого результату у кар'єрі - чвертьфіналу Asian Classic. У 1997 році Стефан вийшов до 1/8 фіналу чемпіонату світу, вигравши в першому раунді у Пітера Ебдон. Потім у грі голландця настав спад, і через кілька років він покинув мейн-тур, але завдяки успіхам на чемпіонаті Європи 2008 року, повернувся до професійного туру.

## Досягнення в кар'єрі
- Чемпіонат світу 1/8 фіналу - 1997
- Asian Classic чвертьфінал - 1996